# 가르치는 교회
가르치는 교회란 로마 가톨릭교회에서 내세우는 기독교의 신학 용어로서 라틴어 Ecclesia Docens를 번역한 말이다. 교황 및 그와 연합된 주교단으로 구성된다.
로마 가톨릭교회는 신약 성서 마태오 28장에 기록된 예수님의 말씀 "나는 하늘과 땅의 모든 권한을 받았다. 그러므로 너희는 가서 이 세상 모든 사람들을 내 제자로 삼아 아버지와 아들과 성령의 이름으로 그들에게 세례를 베풀고 내가 너희에게 명한 모든 것을 지키도록 가르쳐라."는 명령을 그 자리에 있던 특별한 사람들에게 주셨다고 해석하며, 이러한 가르칠 수 있는 권위(이를 교도권이라고 하는데)를 계승한 특별한 지도층이 교회 내에 있다고 본다. 이때 가르침을 받는 평신도들을 듣는 교회라고 한다.
이러한 교회의 구분을 반대한 것이 종교개혁의 주요 내용 중 하나였으며 이것을 만인제사장설이라고 한다.

## 같이 보기
- 만인제사장설
- 듣는 교회